# Acraea leona
Acraea leona är en fjärilsart som beskrevs av Otto Staudinger 1896. Acraea leona ingår i släktet Acraea och familjen praktfjärilar. Inga underarter finns listade i Catalogue of Life.